# Gin Pahit
Gin Pahit, también Bitter Gin o Gin Amargo, es un cóctel elaborado con ginebra y amargo de Angostura, y tiene su origen en la colonia británica de Malasia. El nombre significa «ginebra amarga» en malayo.
La receta, según el servicio de alimentos y bebidas del Hotel Raffles, es de 1½ onzas de ginebra y ½ onza de amargo de Angostura. Al menos un libro sobre bebidas de la década de 1930 lo describe como idéntico a una Gin Rosa (Pink Gin), lo que implicaría considerablemente menos cantidad amargo.
Fue mencionado por el escritor W. Somerset Maugham. Por ejemplo, en su cuento, P.&O. (1926), el personaje de Maugham Gallagher, un irlandés que había vivido en los Estados Federados Malayos durante 25 años, ordena la bebida. Gin pahit aparece en varias otras historias de Maugham, incluyendo The Yellow Streak, ambientada en Borneo, Footprints in the Jungle, The Book-Bag y The Letter, todo ambientado en Malaya, en The Outstation («Entraron dos muchachos malayos... uno llevando Gin Pahits...»), y en la novela The Narrow Corner (línea de apertura del Capítulo xviii).
El mismo Maugham pasó muchos años en el sudeste marítimo de Asia y conoció la bebida en sus viajes. Se refiere al Gin Pahit en las primeras páginas de su cuaderno de viaje de 1930 The Gentleman in the Parlour (Capítulo iii). El Raffles Long Bar en Singapur incluyó el Gin Pahit en su menú de cócteles ya en 1985, pero otras referencias a Pink Gins son correctas: una bebida tradicional de la Royal Navy de ginebra y amargo.
David A. Embury afirma que esta bebida está hecha con ginebra amarilla y 3 dashes de amargo de Angostura por 2 dashes de absenta, en The Fine Art of Mixing Drinks.